# Helge Reiss
Helge Reiss (27 de febrero de 1928 – 11 de noviembre de 2009) fue un actor noruego. 

## Biografía
Nacido en Oslo, Noruega, sus padres eran el actor Thorleif Reiss (1898–1988) y Esther Colbjørnsen Dahl (1896–1941). La hermana de su padre, Elisabeth Reiss, era artista de cabaret, por todo lo cual Helge Reiss se crio en el ambiente teatral, actuando con su padre en el Radioteatret de la Norsk Rikskringkasting.
Tras superar su examen artium en 1946, acudió a la escuela del Teatro nacional de Oslo, antes de obtener trabajo en 1949 en el Det nye teater. Se retiró de la actividad teatral en ese mismo escenario en 1998. Entre sus papeles figura el de Mikkel Rev en Dyrene i Hakkebakkeskogen en 1982. Para el Riksteatret fue muy conocido su trabajo como Profesor Higgins en My Fair Lady  en 1973.
Fuera del teatro, Helge Reiss ganó fama por su papel de barón en Olsenbanden for full musikk y por el de Profesor Drøvel en las series televisivas Brødrene Dal og professor Drøvels hemmelighet y Brødrene Dal og mysteriet om Karl XIIs gamasjer. También fue artista invitado en varios episodios de Mot i brøstet y Karl & Co. En el año 2009 actuó en Hotel Cæsar, show de TV 2 en el que encarnaba a Gregorius Bang.
Reiss fue también actor de voz, trabajando en el doblaje de producciones como Flåklypa Grand Prix (1975), Up (2009), La bella y la bestia (1991), o Chicken Run (2000), entre otras muchas.
Helge Reiss falleció en Oslo en el año 2009. En 1951 se había casado con Marit Billington (1928–2004), y fue padre de Georg Michael Reiss y Esther Reiss.

## Filmografía (selección)
- 2009 : Hotel Cæsar (serie TV)
- 2004 : Gråtass – Hemmeligheten på gården
- 2004 : Hos Martin (serie TV), episodio Buddhistmunkens eventyr
- 2003 : Mors Elling
- 1998 : Nr. 13 (serie TV)
- 1998 : Karl & Co (serie TV), episodio Møter veggen
- 1997 : Mot i brøstet (serie TV), episodios Full krise 1 y 2
- 1995 : Mot i brøstet (serie V), episodio Kjærleik med något attåt
- 1992 : Det perfekte mord
- 1989 : Vertshuset den gyldne hale (serie TV)
- 1987 : På stigende kurs
- 1985 : Deilig er fjorden!
- 1982 : For Tors skyld
- 1980 : La elva leve!
- 1979 : Brødrene Dal og professor Drøvels hemmelighet (serie TV)
- 1978 : Formynderne
- 1977 : Olsenbanden & Dynamitt-Harry på sporet
- 1976 : Olsenbanden for full musikk
- 1976 : Bør Børson II
- 1974 : Den Siste Fleksnes
- 1974 : Fleksnes fataliteter (serie TV), episodio Biovita Helsesenter
- 1971 : Gråt elskede mann
- 1970 : Skulle det dukke opp flere lik er det bare å ringe
- 1961 : Hans Nielsen Hauge
- 1959 : 5 loddrett
- 1948 : Den hemmelighetsfulle leiligheten

## Actor de voz
- 1942 : Bambi
- 1951 : Alicia en el país de las maravillas
- 1970 : Los Aristogatos
- 1973 : Colargol
- 1975 : Flåklypa Grand Prix
- 1978 : Érase una vez... el hombre
- 1983 : Teskjekjerringa
- 1983 : La Navidad de Mickey
- 1985 : The Black Cauldron
- 1986 : The Christmas Toy
- 1989 : La sirenita
- 1990 : Patoaventuras La Película: El Tesoro de la Lámpara Perdida
- 1990 : Moomin
- 1991 : La bella y la bestia
- 1992 : Kometen kommer
- 1994 : The Swan Princess
- 1995 : Timón y Pumba
- 1997 : La bella y la bestia 2
- 1998 : Solan, Ludvig og Gurin med reverompa
- 1998 : Bichos: Una aventura en miniatura
- 1999 : Tarzán
- 2000 : La sirenita 2: regreso al mar
- 2000 : Chicken Run
- 2005 : Chicken Little
- 2006 : Bambi II
- 2009 : Up